# غانز أكيمبو
غانز أكيمبو (بالإنجليزية: Guns Akimbo) بالعربية معناه رجل المسدسين المرفوعين هو فيلم كوميدي أكشن صدر عام 2019 من تأليف وإخراج جيسون لي هاودن. الفيلم من بطولة دانيال رادكليف، سمارة ويفنغ، نيد دينيهي، ناتاشا ليو بورديزو، جرانت بولر، إدوين رايت، ريس داربي، ميلو كوثورن، ريتشارد نولز، ومارك رولي.
تم عرض الفيلم لأول مرة عالميًا في مهرجان تورنتو السينمائي الدولي لعام 2019 وتم إصداره في نيوزيلندا في 5 مارس 2020 بواسطة مادمان إنترتنمنت. وبسبب جائحة كوفيد-19 التي أدت إلى إغلاق دور العرض السينمائي في جميع أنحاء العالم، أصبح الفيلم متاحًا رقميًا عند الطلب بعد أقل من ثلاثة أسابيع من إصداره في دور العرض.

## ملخص
في مستقبل قريب بديل، حقق نادي قتال تحت الأرض ومنظمة إجرامية تُعرف باسم "سكيزم" شعبية هائلة من خلال البث المباشر لمباريات الموت الحقيقية بين المجرمين. يقوم مبرمج الكمبيوتر العادي مايلز لي هاريس بالدخول إلى منتدى "سكيزم" لإهانة المشاهدين الذين يحولون القتل إلى ترفيه. ريكتور، زعيم الجريمة الذي يدير شركة "سكيزم"، يقتحم شقة مايلز برفقة أتباعه دان، وإفي، وفوكفيس. بعد أن تعرض للضرب وتعاطي المخدرات، يستيقظ مايلز ليجد مسدسات مخبأة في كلتا يديه. يعلم مايلز أنه أُجبر على المشاركة في "سكيزم" بسبب مواجهته مع نيكس، القاتل الأكثر فتكًا في اللعبة. تريد نيكس الخروج من الألعاب، لكن ريكتور يطلب منها قتل مايلز أولاً.
نيكس يتتبع هاتف مايلز. يحاول أن يجادل نيكس، لكنه يفشل. يشتت مايلز انتباهها وتطلق النار على شقته بينما يسقط في سلم الطوارئ. بعد محاولته الفاشلة للحصول على مساعدة من الشرطة، يصل مايلز إلى الحديقة لمقابلة صديقته الفنانة السابقة نوفا ألكسندر، التي تخبر مايلز بأنها لا تريد العودة معًا. عندما يكشف مايلز عما يحدث له، تهرب نوفا خائفة. نوفا تبلغ المحقق ديجرافز بالوضع. يطلب ديجرافز من شريكه ستانتون اختراق هاتف نوفا حتى يتمكنا من تعقب مايلز. يحصل مايلز على مساعدة مؤقتة من متشرد يدعى جلينجمين. يذهب مايلز بعد ذلك إلى المكتب الذي يعمل فيه حتى يتمكن صديقه هادلي من اختراق برنامج التتبع الخبيث "سكيزم" على هاتفه.
أخيرًا، يتمكن مايلز من اتخاذ موقف حازم من خلال سحب مسدسه بغضب بعد أن أهانه رئيسه المتعالي زاندر بشكل مستمر. يتم إطلاق النار على زاندر في رأسه من قبل نيكس، الذي يبدأ في إطلاق النار في المكتب. يتمكن مايلز من الهروب بسيارة مسروقة ويطارده نيكس على دراجة نارية. بعد مواجهة فشل فيها مرة أخرى في إقناع نيكس، يتصل مايلز بنوفا لكنه يرى ريكتور يختطفها. يتصل مايلز بالشرطة ويترك هاتفه في ساحة خردة لتحديد الموقع. ثم يقاطع عن غير قصد صفقة مخدرات بين عصابتين متنافستين. يظهر نيكس ويبدأ في إطلاق النار على البلطجية أثناء محاولته الوصول إلى مايلز. يقوم مايلز بالصدفة بقتل أول شخص في حياته، وهو زعيم عصابة قام بمطاردته.
وصلت الشرطة وألقت القبض على مايلز. أثناء نقله، يشرح ديجرافز وستانتون خطتهما لاستخدام مايلز كطعم لإغراء نيكس، الذي كانوا يحاولون القبض عليه لسنوات. يكشف ديجرافس أن نيكس هي ابنته. أصبح نيكس مجنونًا بشكل إجرامي بعد أن انتقم ريكتور من ديجرافز لإسقاطه عصابة ريكتور بتفجير شاحنة عائلته. لقد تمكن ديجرافز من إنقاذ نيكس، لكن زوجته وابنه ماتا. يُطلق ستانتون النار على رأس ديجرافز، ويكشف أنه جاسوس يعمل لصالح ريكتور.
يعرض ستانتون رسالة فيديو يشرح فيها ريكتور أن مايلز لديه ثلاثون دقيقة لقتل نيكس وإلا فإنه سيقتل نوفا. يستعيد مايلز هاتفه من جثة ديجرافز. أثناء إجبار أحد رواد مقهى الألعاب على اختراق هاتف نوفا لاسترداد موقعها، علم مايلز أن مجتمعات "سكيزم" أطلقت عليه لقب "رجل المسدسين المرفوعين" لأنه أصبح اللاعب الأكثر شعبية على الإطلاق. يصل مايلز إلى الموقع المفترض لنوفا ليجد ريكتور في انتظاره. يسخر ريكتور من مايلز من خلال إلقاء جثة هادلي الميتة قبل أن يبتعد بسيارته.
يتمكن مايلز من مقابلة نيكس سراً ويخبرها أن ريكتور قتل والدها واختطف صديقته السابقة. في غضبها ورغبتها في الانتقام، وافقت نيكس على خطة حيث نجحوا في إعداد مشهد لطائرات البث الإذاعي التابعة لـ "سكيزم". يبدو أنها أطلقت النار على مايلز، الذي كان يرتدي في الواقع سترة واقية من الرصاص تم نزعها من ديجرافز. يستعيد رجال الأمن جثة مايلز وينقلونه إلى مخبأ ريكتور في سكيزم. ينضم نيكس إلى مايلز في القضاء على أتباع ريكتور، بما في ذلك دان وإيفي. تضحي نيكس المصابة بجروح بالغة بنفسها عن طريق تفجير سترة انتحارية تؤدي إلى مقتل فوكفيس وبقية رجال ريكتور حتى يتمكن مايلز من البقاء على قيد الحياة. ريكتور يطلق النار على ستانتون أثناء توجهه إلى سطح المبنى مع نوفا.
على سطح المبنى، يواصل ريكتور إطلاق النار على مايلز، لكن الأخير يهاجم ريكتور بإصرار ويقتله في النهاية ولكن ليس قبل أن يخبر ريكتور مايلز أن "سكيزم" انتشر في جميع أنحاء العالم وأصبح امتيازًا عالميًا. بعد وفاة ريكتور، يبدأ مايلز في الانهيار بسبب فقدان كمية كبيرة من الدم بينما يتخيل لقاءً رومانسيًا مع نوفا. ومع ذلك، فإن نوفا تصبح خائفة بالفعل وتصاب بالصدمة بعد رؤية ما يتحول إليه مايلز.
وبعد مرور بعض الوقت، أصبح مايلز يعاني من ندوب نتيجة لإصاباته، وبينما كان يجلس في سيارته، فتح ملفًا. يكتشف كتابًا مصورًا كتبته نوفا ويعلم أنها تقوم بالترويج لمايلز باعتباره بطلًا شعبيًا من خلال كتابة كتاب مصور يعتمد على قصتهما. مع انتشار "سكيزم" في جميع أنحاء العالم تحت قيادات جديدة، يلتزم مايلز ببذل كل ما في وسعه لتدمير المنظمة الإجرامية بأكملها.

## طاقم التمثيل
- دانيال رادكليف بدور مايلز لي هاريس
- سمارة ويفنغ بدور نيكس ديجرافز
- نيد دينيهي بدور ريكتور
- ناتاشا ليو بورديزو بدور نوفا ألكسندر
- جرانت بولر بدور المحقق ديجرافز
- إدوين رايت بدور ستانتون
- ريس داربي بدور جلينجمين
- ميلو كوثورن بدور هادلي
- ريتشارد نولز بدور زاندر
- مارك رولي بدور دان
- راشيل أوفوري بدور إفي
- كولين موي بدور كلايف
- هاناكو فوتمان بدور روبي
- سيت شوستراند بدور فوكفيس
- جيه ديفيد هينز بدور مذيع قناة سي إن إن
- جاك ريدفورد بدور شادويل

## إنتاج

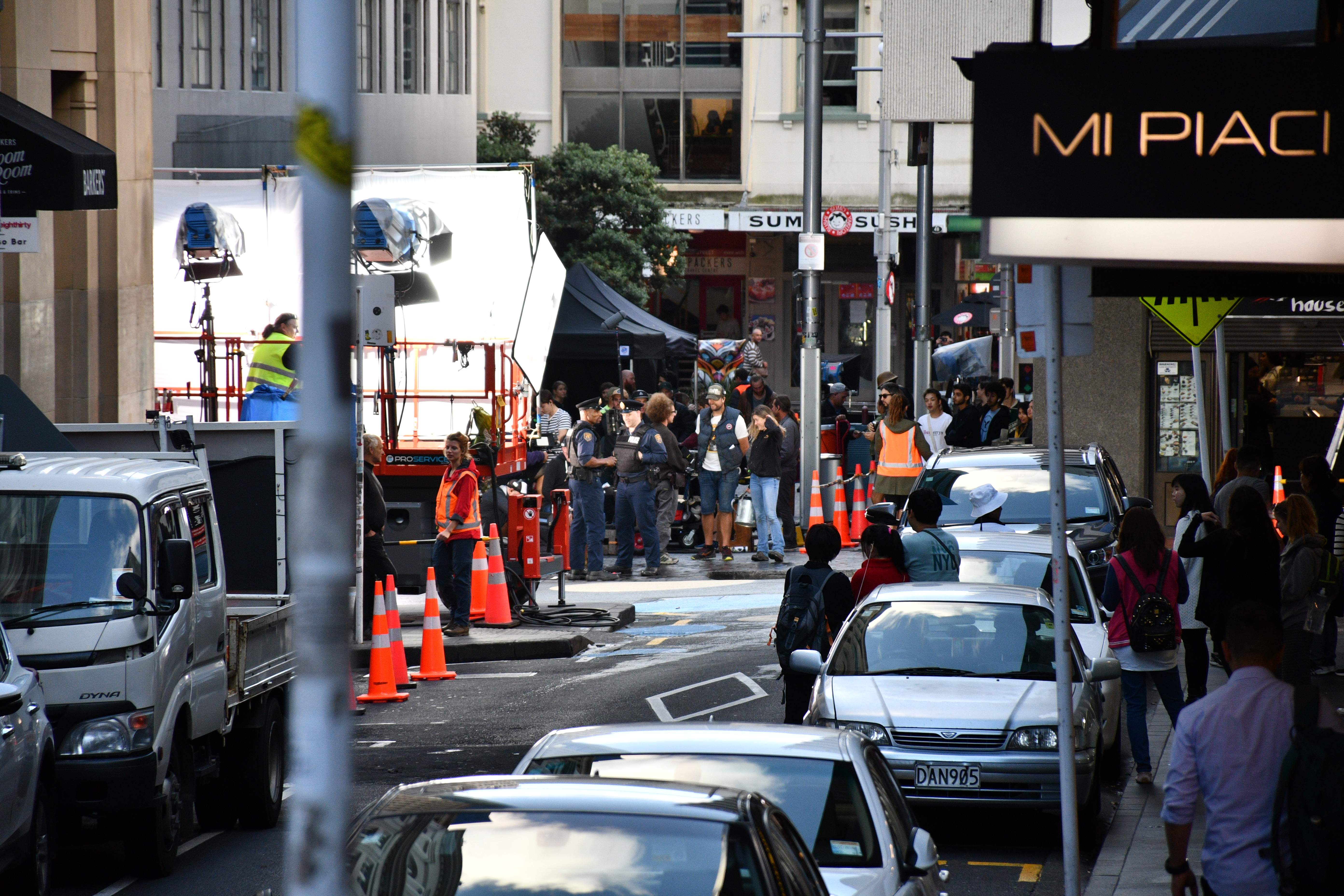
تصوير فيلم غانز أكيمبو في مكان جان باتن

في 12 مايو 2017، أُعلن أن دانيال رادكليف سيشارك في بطولة فيلم غانز أكيمبو للمخرج النيوزيلندي جيسون لي هاودن، الذي تشمل مشاريعه السابقة فيلم موت غازم. كما تم الإعلان عن أن فيليبي مارينو وجو نيوراوتر سينتجان الفيلم من خلال شركة أوكوبانت إنترتنمنت. في 8 مايو 2018، تمت إضافة ناتاشا ليو بورديزو إلى فريق التمثيل، لتلعب دور البطولة أمام رادكليف.  تم الانتهاء من التصوير في الموقع وفي الاستوديو في أوكلاند وميونيخ. 

## موسيقى
تتميز الموسيقى التصويرية بالموسيقى الأصلية التي ألفها Enis Rotthoff.
الأغاني المستخدمة في الفيلم:
- "3 كلمات" من تأليف أكا بلوك[9]
- "معركة قاعة الرقص" من تأليف 3Teeth
- "أنت تدورني حولك (مثل الأسطوانة)" من تأليف 3Teeth
- "عندما يحدث كل شيء" من تأليف سايبريس هيل
- "سنكون أصدقاء جيدين" من تأليف سيلاماري
- "الطفل البري الحقيقي" من تأليف إيغي بوب
- "Superfreak" من تأليف ريك جيمس
- "لا تستسلم أبدًا" من تأليف ستان بوش

## الإصدار
تم عرض الفيلم لأول مرة عالميًا في مهرجان تورنتو السينمائي الدولي في 9 سبتمبر 2019. تم عرضه أيضًا في فانتاستيك فيست في 19 سبتمبر 2019. وبعد فترة وجيزة، حصلت مجموعة صبان كابيتال على حقوق توزيع الفيلم في الولايات المتحدة. تم إصداره في أستراليا والولايات المتحدة في 28 فبراير 2020. تم إصدار الفيلم في نيوزيلندا في 5 مارس 2020.
تم إصدار الفيلم على الفيديو المنزلي بواسطة مادمان إنترتنمنت على أقراص دي في دي وبلوراي وديجيتال في 27 مايو في أستراليا، تلا ذلك إصدار في 11 يونيو في نيوزيلندا.

## روابط خارجية
- الموقع الرسمي
- غانز أكيمبو على موقع IMDb (الإنجليزية)
- غانز أكيمبو على موقع ميتاكريتيك (الإنجليزية)
- غانز أكيمبو على موقع روتن توميتوز (الإنجليزية)
- غانز أكيمبو على موقع قاعدة بيانات الأفلام العربية
- غانز أكيمبو على موقع ألو سيني (الفرنسية)
- غانز أكيمبو على موقع فيلمافينيتي (الإسبانية)
- غانز أكيمبو على موقع قاعدة بيانات الفيلم (الإنجليزية)
- غانز أكيمبو على موقع ليتربوكسد (الإنجليزية)
- غانز أكيمبو على موقع كينوبويسك (الروسية)